# 2side1brain
I 2side1brain (ツーサイドワンブレイン?, Tsūsaidowanburein, reso graficamente come 2side1BRAIN) sono un gruppo post-hardcore/screamo giapponese formatosi a Okinawa nel 2003.

## Storia
I 2side1brain nacquero nel 2003 nell'isola di Okinawa, per volere del cantante Shuntarock e del bassista Hirose. Il duo reclutò ben presto il batterista T-Max e i chitarristi Shoichi e Narito. Con questa formazione incisero alcuni demo (poi pubblicati ufficialmente su iTunes nell'EP DEMO2003). Nel 2004  parteciparono all'Utanohi Music Festival, vincendo. L'anno successivo Shoichi lasciò la band, venendo sostituito da Yuta. Intanto la band firmò un contratto con l'etichetta BORNtoLOVE Records (in realtà indipendente, di proprietà della band stessa), e il 20 agosto 2008 pubblicarono il loro primo album, Singing Like Flood. Il 25 febbraio 2009 uscì il singolo Son's of Sunshine. A metà 2010 anche Narito lasciò la band, venendo sostituito da MEG (allora uscente dagli High and Mighty Color). Con la nuova formazione la band pubblicò l'EP Pray for you il 20 giugno 2010, seguito a breve distanza dal singolo Wake Up My Emerald (13 novembre) e l'album omonimo (24 novembre). Dopo una serie di concerti, il 28 febbraio 2011 venne pubblicato il singolo Pray for you. Poco dopo Yuta e T-Max lasciarono la band, venendo sostituiti da U-tang e Miyabi. Il 15 agosto 2012 la band pubblicò il suo terzo album, Blood eyes Red, anticipato da tre singoli: You Are Beautiful (20 giugno), Under the Winter Sky (10 luglio) e You Sang (7 agosto).

## Formazione

### Formazione attuale
- Shuntarock – voce (2003 - presente)
- MEG – chitarra solista, cori (2010 - presente)

### Ex componenti
- Shoichi – chitarra ritmica (2003 - 2005)
- Narito – chitarra solista (2003 - 2010)
- Yuta – chitarra ritmica, cori (2005 - 2011)
- T-Max – batteria, cori (2003 - 2011)
- U-tang – chitarra ritmica, cori (2011 - 2014)
- Hirose – basso (2003 - 2014)
- Miyabi – batteria (2011 - 2015)

## Discografia

### Album in studio
- 2008 – Singing Like Flood
- 2010 – Wake Up My Emerald
- 2012 – Blood eyes Red

### EP
- 2009 – DEMO2003
- 2010 – Pray for you

### Singoli
- 2009 – Son's of Sunshine
- 2010 – Wake Up My Emerald
- 2011 – Pray for you
- 2012 – You Are Beautiful
- 2012 – Under the Winter Sky
- 2012 – You Sang